# Frederica Lluïsa de Danneskiold-Samsøe
Frederica Lluïsa de Danneskiold-Samsøe —Frederikke Louise Danneskjold-Samsøe (danès)— (Akershus, Noruega, 2 d'octubre de 1699 - Sønderborg, Dinamarca, 2 de desembre de 1744) fou filla de Cristià Gyldenløve i de Carlota Amàlia Gyldenløve. El 21 de juliol de 1720 es va casar a Kalundborg amb Cristià August I de Schleswig-Holstein-Sonderburg-Augustenburg (1696-1754), fill del gran duc Frederic Guillem de Schleswig-Holstein-Sonderburg-Augustenburg (1668-1714) i de la comtessa Sofia Amàlia d'Ahlefeldt (1675-1741). El matrimoni va tenir set fills:
- Frederic Cristià (1721-1794), casat amb Carlota Amàlia de Schleswig-Holstein-Sonderburg-Plon (1744-1770).
- Emili August (1722-1786)
- Cristià Ulric, nascut i mort el 1723.
- Sofia Carlota (1725-1752)
- Cristiana Ulrica (1727-1794)
- Sofia Magdalena (1731-1799)
- Carlota Amàlia (1736-1815)